# 聖馬克斯 (喬治亞州)
聖馬克斯（英語：Saint Marks）是位於美國喬治亞州梅里韋瑟縣的一個非建制地區。該地的面積和人口皆未知。

## 地理
聖馬克斯的座標為33°07′31″N 84°49′16″W / 33.12528°N 84.82111°W，而該地的平均海拔高度為264米（即866英尺）。